# Mummy Pond
Mummy Pond är en sjö i Antarktis. Den ligger i Östantarktis. Nya Zeeland gör anspråk på området. Mummy Pond ligger 262 meter över havet.